# Ricardo Kleinbaum
Ricardo Kleinbaum Gilbert (Ciudad de México, 23 de abril de 1976) es un actor mexicano.

## Biografía
Nació el 23 de abril de 1976 en la Ciudad de México. Inicia su docencia en teatro en el Colegio Maguen David, y ya para el año 2000 se concentra exclusivamente en el trabajo actoral.
De 1993 a 1996 cursa la carrera de Actuación en el CEA al mismo tiempo que participa en numerosos talleres de actuación con Patricia Reyes Spíndola, con el profesor José Caballero, con Luis de Tavira, así como varios diplomados por el Actors Studio; en Los Ángeles. Al terminar la carrera se une al equipo de trabajo de Producciones Gilbert (hoy O.C.E.S.A.) como asistente de productor al lado de Morris Gilbert. También incursiona en el área de la publicidad.
Entre sus múltiples habilidades destacan las de comediante, bailarín, improvisación, magia, canto, actor, conductor y doblaje de voz.
Actor, y productor de una de las películas más exitosas del cine mexicano, No eres tú soy yo, distribuida por Warner Brothers, y La otra familia, distribuida por FOX. Próximamente estrenará la película Tlatelolco dirigida por el destacado director Carlos Bolado, donde interpreta a Luis Echeverría.
Fue "Patrón Platino" del Festival de Cine Judío 4 años consecutivos.
Productor y socio de la compañía Río Negro-Barracuda. Entre sus próximos proyectos se encuentran La Mala Luz, Diego y Clementina y Sueños de agua.

## Telenovelas
- Acapulco (2025) -
- Velvet: el nuevo imperio (2025) - Alessandro
- La mujer de mi vida (2024) - Carlos Magnetti
- Perdona nuestros pecados (2023) - Dr. Leonidas
- S.O.S Me estoy enamorando (2021) - Trejo
- La suerte de Loli (2021) Lic Gonzalo Ferrer
- Te doy la vida (2020) - Rafael
- Médicos, línea en vida (2019-2020) - Braulio Palacios
- Betty en NY  (2019) - Esteban (Abogado)
- Por amar sin ley (2018) - Guillermo González
- Mariposa de Barrio (2017) - Esteban Loayza Vega
- La fan (2017) - Enrique Julio Gardiazabal "Kike" / Enrique Julio Zubizarreta Gardiazabal "Kike"
- Tres veces Ana (2016-2017) - Aníbal Ortiz
- La vecina (2015-2016) - Marcelo Bazán
- Tierra de reyes (2014-2015) - Ulises Matamoros
- Hasta el fin del mundo (2014-2015) - Director del comercial
- Lo que la vida me robó (2013-2014) - Samuel Barajas
- De que te quiero, te quiero (2013-2014) - Gino Ricci
- La tempestad (2013) - Dragón
- Porque el amor manda (2012-2013) - Malvino
- Por ella soy Eva (2012) Actuación especial
- Un refugio para el amor (2012) Actuación especial
- Triunfo del amor (2010-2011) - Óscar
- Corazón salvaje (2009-2010) - Philip
- Fuego en la sangre (2008) - Lic. Martínez
- Destilando amor (2007) - Lic. Juárez
- La madrastra (2005) - Contador González
- Amy la niña de la mochila azul (2004) - Mauro

## Cine
- Morirse está en hebreo (2007) - Ari

## Teatro
- Las brujas de Salem - John Proctor
- Master Class - Terence
- Todos tenemos problemas sexuales - Ángel
- Espíritus: Alma del actor
- Marvel - Antonio Wash
- Las muchas muertes de Danny Rosales

## Comerciales
- Telcel
- Ford
- Mirinda (GPO. Pepsíco).
- Bacardi y Compañía, S. A De C. V.
- Sección Amarilla
- Harley Davidson